# 马秀芬
马秀芬（1948年12月—），女，回族，河北河间人，中华人民共和国政治人物，曾任宁夏回族自治区人口和计划生育委员会党组书记、主任，宁夏回族自治区人大常委会副主任、党组成员。